# Lehlohonolo Majoro
Lehlohonolo Michael Majoro (* 19. August 1986 in Ladybrand) ist ein südafrikanischer Fußballspieler.

## Karriere

### Vereinskarriere
Lehlohonolo Majoro spielte in seiner Jugend für verschiedene Jugendvereine, ehe er in zur Saison 2010/11 zu seinem ersten Proficlub, AmaZulu Durban, einem südafrikanischen Erstligisten wechselte. Gleich in seiner ersten Profisaison bekam er dort 29 Einsätze in 30 Spielen und erzielte dabei 14 Tore. In der Saison 2011/12 wechselte Majoro zu den Kaizer Chiefs, für die er zwei Jahre lang spielte. Auch hier wurde er beinahe jeden Spieltag eingesetzt und erzielte in zwei Saisons insgesamt 20 Tore. Seit der Saison 2013/2014 spielt Majoro bei den Orlando Pirates, für die er bisher acht Tore in 30 Spielen geschossen hat.

### Nationalmannschaft
Sein Debüt in der südafrikanischen Nationalmannschaft gab Majoro am 14. Mai 2011 in einen Freundschaftsspiel gegen Tansania. Seitdem kommt er zu regelmäßigen Einsätzen. Majoro gehörte auch zum südafrikanischen Kader bei der Afrikameisterschaft 2013.